# یومی هارا
یومی هارا (انگلیسی: Yumi Hara؛ زادهٔ ۲۱ ژانویهٔ ۱۹۸۵) Voice actress، خواننده اهل ژاپن است. وی از سال ۲۰۰۸ میلادی تاکنون مشغول فعالیت بوده‌است.